# Пауль Леві
Пауль Леві (нім. Paul Levi; 11 березня 1883 — 9 лютого 1930) — діяч німецького соціалістичного і комуністичного руху, голова Комуністичної партії Німеччини в березні 1919 — лютому 1921 р., потім знову соціал-демократ.

## Біографія
Пауль Леві народився 11 березня 1883 року в Хехінгені в заможній єврейській родині (середній клас) з ліберальними і республіканськими традиціями. Навчався юриспруденції в Берлінському, Геттінгенському і Гренобльському університетах; по професії адвокат. З гімназійних років симпатизуючи соціал-демократам, в 1906 році вступив в Соціал-демократичну партію Німеччини, де примкнув до лівого крила, яке очолювали Карл Лібкнехт і Роза Люксембург.
Під час Першої світової війни — різкий противник імперіалістичної війни, член швейцарської групи Циммервальдських лівих. Брав активну участь в організації виїзду Леніна та інших російських емігрантів в Росію (див. Пломбований вагон).
Один з керівників групи (згодом — союзу) Спартака, який перетворився в Комуністичну партію Німеччини. Після вбивства 10 березня 1919 року Лео Йогіхеса Леві очолив КПН. На Хайдельберзькому з'їзді КПН в жовтні він наполіг на участі партії у загальних виборах. Це рішення було прийнято всупереч сильної лівокомуністичної опозиції, не визнавала «буржуазного парламентаризму», і привів партію до розколу.
Леві представляв КПН на ІІ конгресі Комінтерну в Москві, був обраний до президиуму. Намагався протистояти прийнятому курсу, котрий Леві важжав "сектанським" і авантюристичним. В лютому 1921 року вийшов з ЦК компартії в знак протесту проти "наступальної стратегії" Москви. 

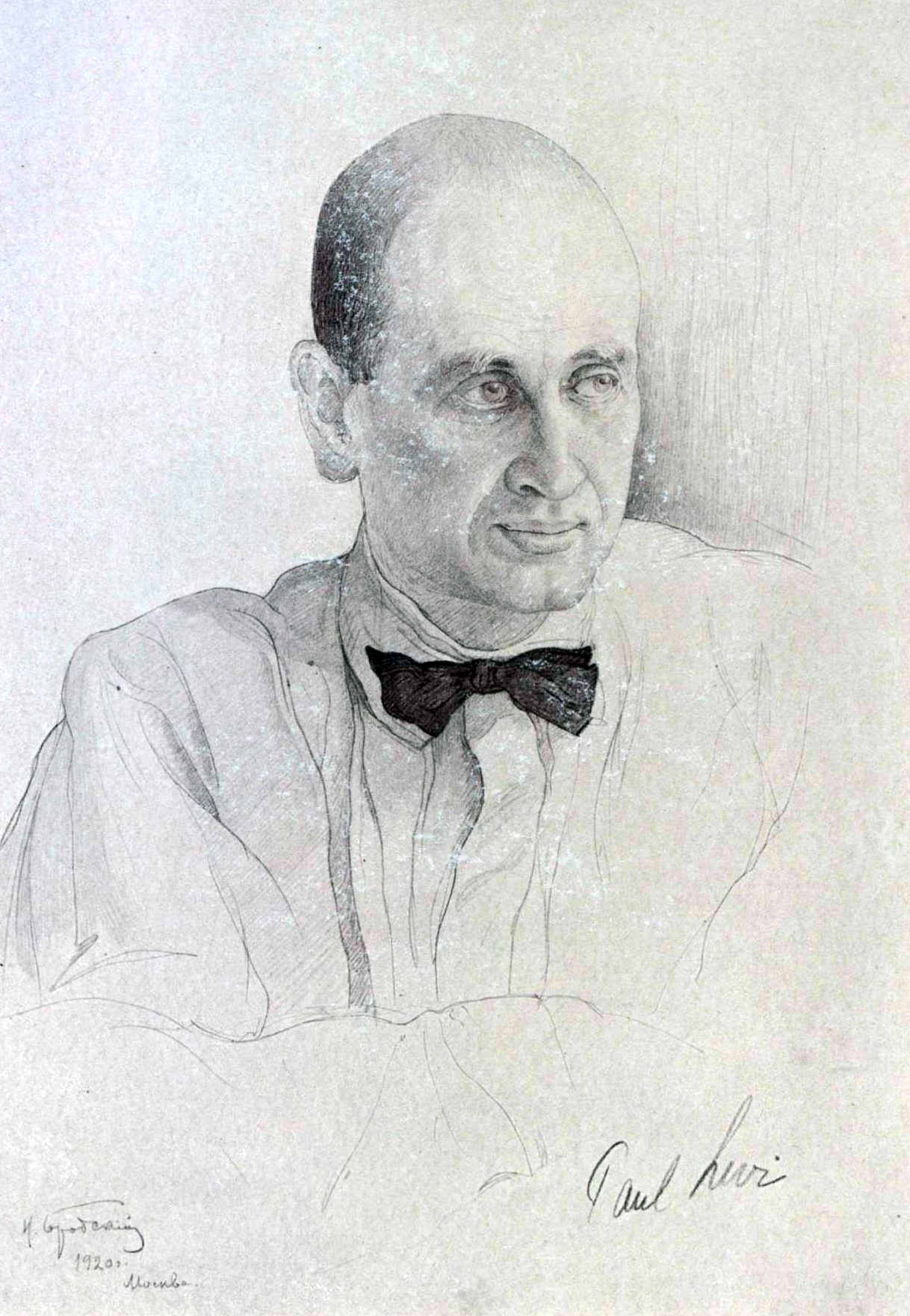
П. Леві на Другому конгресі Комінтерну (1920). Портрет роботи І. Бродського

За висловом Вальтера Кривицького, «він дав зрозуміти Москві, що вона абсолютно не розбирається в тому, яка ситуація в Західній Європі, і її божевільна витівка коштувала життя тисячам робітників. Інакше як „негідниками“ і „дешевими політиканами“ вождів та емісарів більшовицької партії він не називав». За це в квітні був виключений з партії. Ленін вважав, що Леві «прав, по суті,» у своїй критиці березневого виступу, але що в той же час він «зодягнув свою критику на неприпустиму і шкідливу форму», порушивши своєю публікацією партійну дисципліну.

Погляди Леві оцінювалися більшовиками як право-соціал-демократичні. Так, Карл Радек давав течією, очолюваному Леві, наступну оцінку: «то було спрямування певної частини партійних організаторів і бюрократії з профспілок, а також партійних літераторів, які виступили на боротьбу під гаслом: „проти сектантства“, насправді ж вони відмовлялися від усякої рішучої комуністичної агітації і пропаганди, від усякої самостійної дії комуністичної партії. Це крило, яке було виразником старої шаблонної тактики незалежної соціалістичної партії, виразником нездатності струсити маси, незважаючи на свій бойовий клич „за масову партію“, знаменувало собою не що інше, як тенденцію повернення до мирного союзу пропаганди».
У 1922 році Леві організував зі своїми прихильниками "Комуністичне робітниче товариство", разом з яким швидко повернувся в ряди соціал-демократії.
Повернувшись в соціал-демократичну партію, був у 1924 році обраний в рейхстаг, де був одним із найсильніших ораторів. В якості члена рейхстагу наполегливо домагався розслідування вбивства Лібкнехта і Люксембург, а також виступав проти зароджуючогося  нацизму і на захист жертв політичного переслідування.
Загинув у Берліні, випавши з вікна п'ятого поверху при нез'ясованих обставинах. Один з численних некрологів на смерть Леві був написаний Альбертом Ейнштейном. Коли після його смерті рейхстаг вшанував пам'ять Леві вставанням, зал покинули фракції НСДАП і КПН.